# District Shaigal Aw Shiltan
Le district Shaigal Aw Shiltan (en pachto : شیگل ولسوالۍ), souvent appelé simplement Shegal, est un district de l'Afghanistan, situé dans la Province de Kunar. Il a été séparé du district de Chapa Dara. Sa population comptait 25 900 habitants en 2006.
Les habitants de ce district sont pachtounes et vivent proche de la frontière avec le Pakistan. Les villages du district sont Shangurgul, Lahcya, Monyna, Hhalazo, Narat, Chaqare, etc. Le taux de scolarisation pour les hommes est de 80% et de 30% pour les femmes. Ce district est constitué de tribus Shinwari. Il y a une centaine d'annése, leurs ancêtres sont arrivés de Jalalabad et ont pris la région de force aux moghols.